# 天下統一
天下統一（てんかとういつ）とは、応仁の乱以後の戦国乱世を終息させ、織田・豊臣の二氏によって推進された事象である。

## 概要
古代中国の概念から来ており、天子が統治すべき地域を天下と呼んだ。紀元前221年に始皇帝が中国史上初めて天下統一を成し遂げる。中国において過去に天下を統一した王朝は、周、秦、漢、西晋、隋、唐、元、明、清である。
日本の歴史においては、主に戦国時代から江戸時代初期にかけて、日本全土（ただし琉球と蝦夷地の大半を除く）を一人の権力者の支配下に置き、統一することを指す。日本でも古代から用いられた。中世以降には神国観が広まり、武家政権を正当化する論理となり、最高権力者は「天下人」と呼ばれた。
室町・戦国時代に、「天下」は天皇皇権を擁する室町幕府の征夷大将軍が管轄した京都とその周辺地域を意味し、天下人たる室町将軍は地方大名を従属・統制下に置いて、紛争などを調停する役割を担っていた。
尾張国の織田信長は将軍足利義昭を擁し、間接的に天下人としての役割を担って統一事業を推進し（天下布武）、元亀4年（1573年）には将軍義昭を京都から追放し、天下人の地位を自身が継承することで統一政策を進めた。
その信長が本能寺の変で自害すると、信長の家臣であった豊臣秀吉が継承者として天下人の地位に至り、天正18年（1590年）に日本統一政策を成し遂げた。「天下」の本来の意味には、支配地域の境界は無く、秀吉は日本統一後に明の征服を中核とした東アジアの統一を企画し、文禄元年（1592年）から朝鮮に出兵するが(文禄・慶長の役)、慶長3年（1598年）に死去したことで途中終了した。
その後、関ヶ原の戦いを経て「天下」主催者の地位が江戸幕府の征夷大将軍職を世襲した徳川将軍家に継承されると、「天下」は日本列島に限る意味で用いられた。
天下統一を考える上での注意点は、現在の日本における「天下統一」のイメージは、歴史シミュレーションゲームなどの影響で「日本全国の全ての戦国大名が天下統一の目標の下、戦い合っていた。」というものであるが、近年の日本史研究においては、このイメージは必ずしも支持されない。比較的正しくは、『ごく一部の大名(例：織田信長、豊臣秀吉、徳川家康)が天皇や将軍の権威を用いる形の統一権力の確立を図った』と言った方が好ましいとされる。
桶狭間の戦いにおいて今川氏が京への上洛を図ったとされているが、単に尾張を切り取る名目の出兵だったとされている。
また上杉氏の関東管領自称は、関東における室町幕府の鎌倉府の権威を借りた関東支配を目指していたとされる。武田信玄は、天下を取ろうとしたという形跡や痕跡などの史料に乏しいため、可能性はかなり低いとされている。
そして九州では、大友氏などが京や畿内よりも、大陸(中国)や欧州との関わりを重視する政治的ベクトルがあった可能性も指摘されているため、結論として、一概に当時の戦国大名の全てが天下統一を目指していたとする歴史観は非常に整合性が取れず、疑問が多く残る問題である。